# Maxine Bahns
Maxine Lee Bahns (ur. 28 lutego 1971 w Stowe w stanie Vermont) – amerykańska aktorka, znana przede wszystkim z filmu Piwne rozmowy braci McMullen.
Ukończyła filologię klasyczną na New York University.